# 蔡鴻義
蔡鴻義，臺南市人，曾擔任足球教練，目前擔任中華民國足球協會副祕書長。

## 早年
蔡鴻義小學畢業於台南市勝利國小，中學畢業於台南市私立長榮中學，後考入國立臺灣師範大學，先後獲得學士學位和研究所學位。1980年在桃園縣立龍崗國中實習，後服役於陸光足球隊，進入體育界。1983年到2013年之間，他一直都是臺北市立木柵高工的體育組長。

## 足球生涯
- 民國67年代表飛駝足球隊參加印尼馬拉哈林足球比賽
- 民國69年代表飛駝足球隊參加菲律賓三國四強足球邀請賽。
- 民國70年代表國家參加1982世界盃會外賽
- 民國71年代表國家參加泰國泰后盃比賽
- 民國72年代表國家參加1984奧運會外賽
- 民國74年代表台北市銀行參加夏威夷皇冠盃，榮獲冠軍，並當選最佳球員獎。
- 民國75年代表國家參加1986世界盃會外賽
- 民國78年赴英國參加國際足總C級教練講習，並獲得結業證書。
- 曾擔任國立政治大學足球校隊教練
- 曾擔任景文高中男子足球隊教練，期間榮獲全國冠軍並赴瑞典及丹麥比賽。